# Revelation (Armored Saint)
Revelation è il quinto album in studio del gruppo musicale statunitense Armored Saint, pubblicato nel 2000.

## Tracce
1. Pay Dirt – 4:12
2. The Pillar – 4:58
3. After Me, The Flood – 5:07
4. Tension – 5:23
5. Creepy Feelings – 5:21
6. Damaged – 6:29
7. Den of Thieves – 6:03
8. Control Issues – 6:20
9. No Me Digas – 5:06
10. Deep Rooted Anger – 5:19
11. What's Your Pleasure – 3:04
12. Upon My Departure – 4:40

## Formazione
- John Bush -  voce
- Jeff Duncan - chitarra
- Phil Sandoval - chitarra
- Joey Vera -  basso
- Gonzo Sandoval - batteria